# Tranvía de Amberes
El Tranvía de Amberes es una red de tranvía y metro ligero parcialmente soterrado que da servicio a la ciudad belga de Amberes y a su área metropolitana. El primer tramo a tracción eléctrica entró en servicio el 2 de septiembre de 1902, coincidiendo con la apertura del "nuevo tranvía". Actualmente, se encuentran en servicio catorce líneas.
La creación de esta red representa la reintroducción del tranvía en la ciudad como medio de transporte, aunque esta vez con carriles íntegramente dedicados a él y mejor material.
De las 158 estaciones actuales, 12 son subterráneas y en 4 hay conexión con S-Trein Antwerpen.

## Historia

### Antecedentes
La primera solicitud para la creación de un servicio de tranvía tirado por caballos, llamado entonces tranvía americano, vino de la mano de la empresa E. Paujaurd'hui, dirigida por A. Edvard. Esto tuvo lugar el 27 de junio de 1865. No obstante, el ayuntamiento de la ciudad rechazó dicha solicitud, y no fue hasta el 14 de mayo de 1873 cuando rectificó. Así pues, la primera línea de tranvía con tracción animal se inauguró el 25 de mayo de ese mismo año entre Meir y la iglesia de Berchem. Este tramo pertenece actualmente a la línea . Antes de acabar el siglo, es decir, en solo 17 años, ya se habían construido 9 líneas, todas ellas tiradas por caballos.

### Primeros tranvías
El 1 de enero de 1900, con la entrada al nuevo siglo, todas las compañías de tranvías fueron fusionadas en la Compagnie Générale des Tramways d'Anvers, o CGTA. Su objetivo era de modernizar y electrificar la red de tranvías de la ciudad. Por ello, tras aceptar el ayuntamiento el 12 de marzo de 1902 el requerimiento de electrificación de las líneas de la CGTA, la empresa comenzó a llevar a cabo su plan de modernización. Tras un periodo de pruebas y ensayos técnicos, el 2 de septiembre de ese mismo año entró en servicio el primer tranvía a tracción eléctrica. Aquí comenzó un periodo de transición, con trenes de caballos y eléctricos, hasta que finalmente todos los vehículos fueron completamente eléctricos.
Por otro lado, la CGTA comenzó a extender las líneas de tranvía más allá de los boulevards, antiguamente conocidos como el muro de Brialmont. En 1913, la mayoría de las líneas que existen hoy en día estaban ya en servicio, aunque sus itinerarios eran distintos a los actuales:
| Línea | Itinerario en 1913                                         | Estado actual                             |
| ----- | ---------------------------------------------------------- | ----------------------------------------- |
| 1     | Entrepot – Bank – Zuidstatie                               | Itinerario transformado en algunos tramos |
| 2     | Werf – Statie – Van Rijswijcklaan                          | Itinerario transformado en algunos tramos |
| 3     | Zuidstation – Groenplaats – Statie – Schijnpoort / Merksem | Itinerario transformado en algunos tramos |
| 4     | Groenplaats – Brederodestraat – Kiel / Hoboken             | Itinerario transformado en algunos tramos |
| 5     | Groenplaats – Lozanastraat – Dikke mee / Wilrijk           | Itinerario transformado en algunos tramos |
| 6     | Pothoek – Werf – Zuidstation                               | Itinerario transformado en algunos tramos |
| 7     | Tolhuis – Bank – Berchem / Oude God                        | Itinerario transformado en algunos tramos |
| 8     | Meir – Bank – Borsbeekpoort / Gitschotel                   | Itinerario transformado en algunos tramos |
| 9     | Van Schoonbekeplein – Park – Berchem Statie                | Desmantelada                              |
| 10    | Melkmarkt – Statie – Zoo – Borgerhout / Deurne             | Itinerario transformado en algunos tramos |
| 11    | Melkmarkt – Statie – Zoo – Dageraadplaats                  | Itinerario transformado en algunos tramos |
| 12    | Statie Waas – Justitiepaleis                               | Desmantelada                              |
| 13    | Zuid – Pyrotechnie – Petrooltanks                          | Desmantelada                              |

### Desarrollos posteriores

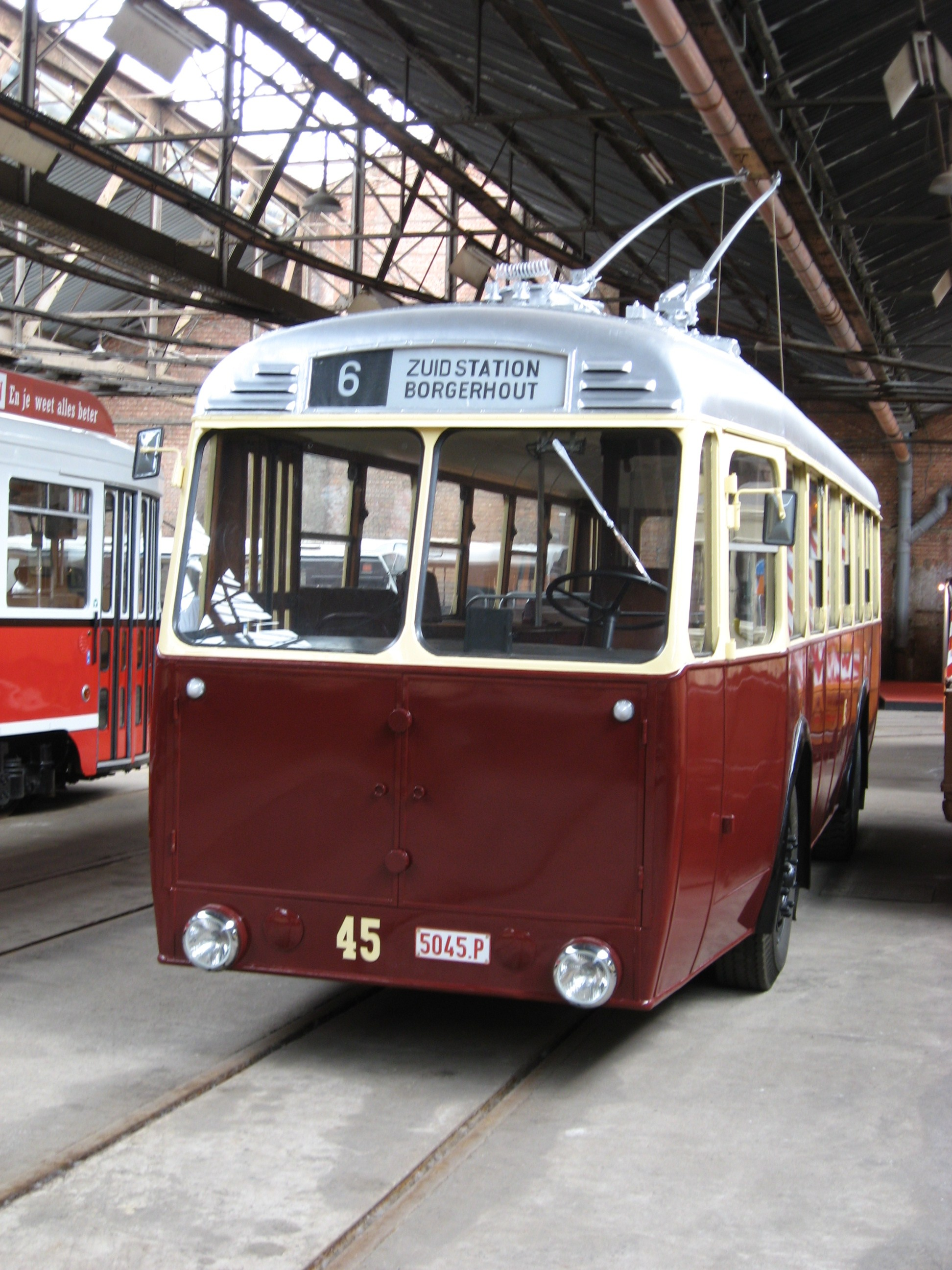
Trolebús de la línea 6 en el Museo de Tranvías y Autobuses de Flandres

En marzo de 1927, la CGTA pasó a ser Tramways d'Anvers, o TA. El 1 de enero de 1946, TA cambió su nombre por el de Tramwegen van Antwerpen en Omgeving ("Tranvías de Amberes y alrededores", TAO). Por entonces, la red contaba con 18 líneas de tranvía y dos de trolebús. Tras una parálisis durante la Segunda Guerra Mundial, se modificaron algunos itinerarios:
- las líneas 3 y 4 retoman sus itinerarios antes de 1936
- la línea 13 deja de dar servicio entre Zuid y Karel Oomsstraat

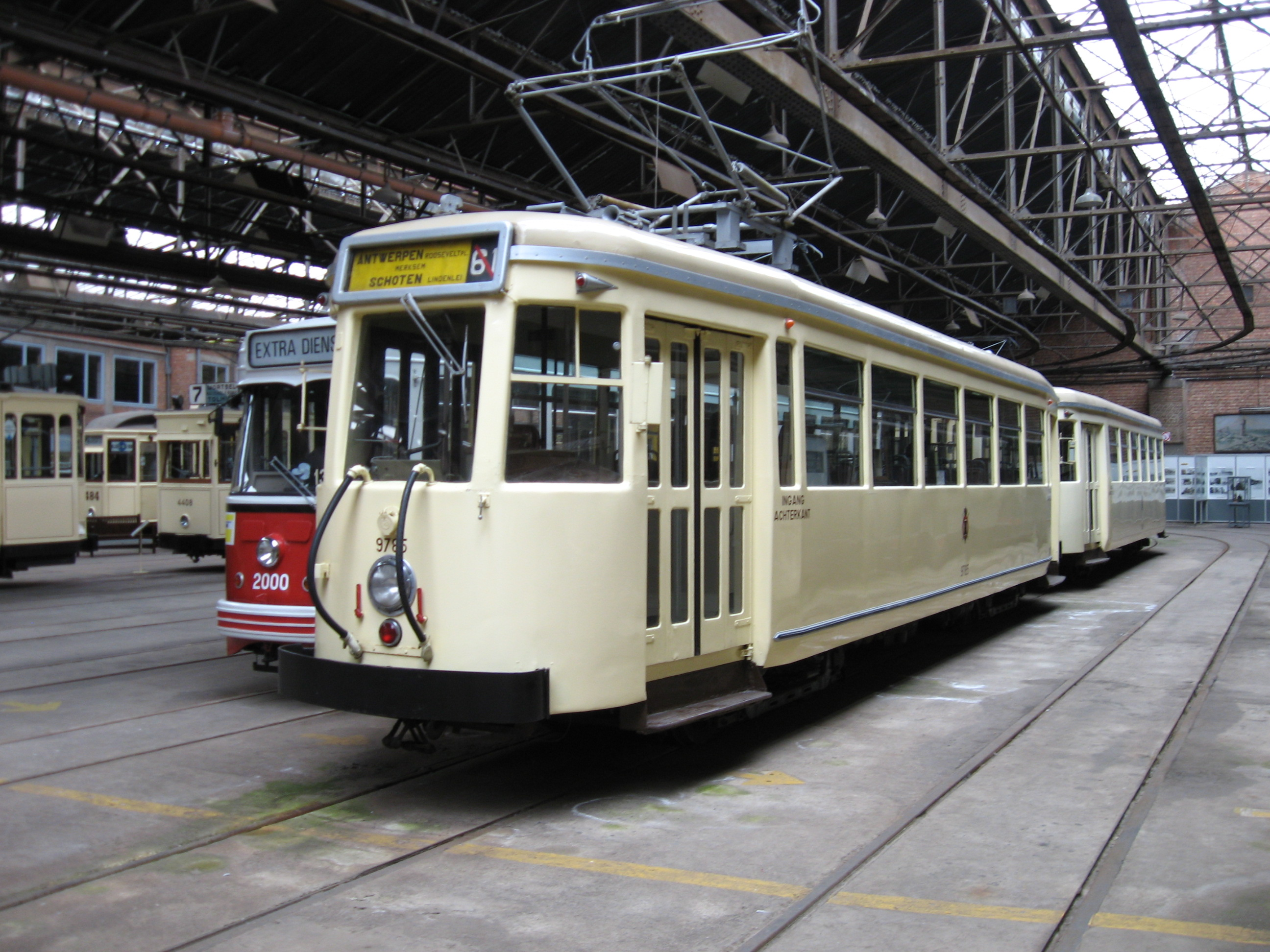
Tranvía de la línea 61 en el Museo de Tranvías y Autobuses de Flandres

A las líneas de la red se suman las líneas suburbanas e interurbanas de la SNCV:
| Línea | Tipo     | Explotación | Inicio                        | Fin                       |
| ----- | -------- | ----------- | ----------------------------- | ------------------------- |
| 1     | Tranvía  | TAO         | Antwerpen Noorderplaats       | Antwerpen Zuid            |
| 2     | Tranvía  | TAO         | Antwerpen Suikerrui           | Hoboken Lelieplaats       |
| 3     | Tranvía  | TAO         | Antwerpen Zuid                | Merksem Oude Bareel       |
| 3bis  | Tranvía  | TAO         | Antwerpen Suikerrui           | Antwerpen Schijnpoort     |
| 4     | Tranvía  | TAO         | Antwerpen Groenplaats         | Hoboken Lelieplaats       |
| 5     | Tranvía  | TAO         | Antwerpen Groenplaats         | Wilrijk Nagelsplein       |
| 6     | Trolebús | TAO         | Antwerpen Zuid                | Antwerpen Turnhout        |
| 7     | Tranvía  | TAO         | Antwerpen Tolhuis             | Antwerpen Gemeenteplein   |
| 8     | Tranvía  | TAO         | Antwerpen Groenplaats         | Antwerpen Eksterlaar      |
| 9     | Tranvía  | TAO         | Antwerpen Van Schoonbekeplein | Antwerpen Berchem         |
| 10    | Tranvía  | TAO         | Antwerpen Mermarkt            | Antwerpen Schoten         |
| 11    | Tranvía  | TAO         | Antwerpen Rooseveltplaats     | Antwerpen Eksterlaar      |
| 12    | Tranvía  | TAO         | Antwerpen Grens Kiel          | Antwerpen Stade           |
| 13    | Tranvía  | TAO         | Antwerpen Zuid                | Antwerpen Petrol Tanks    |
| 15    | Tranvía  | TAO         | Antwerpen Centraal            | Mortsel Gemeenteplein     |
| 16    | Tranvía  | TAO         | Antwerpen Mermarkt            | Antwerpen Luchthaven      |
| 17    | Tranvía  | TAO         | Antwerpen Centraal            | Wilrijk Nagelsplein       |
| 18    | Tranvía  | TAO         | Antwerpen Est                 | Antwerpen Schijnpoort     |
| 23    | Tranvía  | TAO         | Antwerpen Sint-Michielskaai   | Antwerpen Groenendaallaan |
| 24    | Tranvía  | TAO         | Antwerpen Bergraafplaats      | Antwerpen Schoonselhof    |
| 31    | Trolebús | TAO         | Antwerpen Noorderplaats       | Antwerpen Kaai 204        |
| 41    | Tranvía  | SNCV        | Antwerpen Rooseveltplaats     | Turnhout                  |
| 42    | Tranvía  | SNCV        | Antwerpen Rooseveltplaats     | Lier                      |
| 50    | Tranvía  | SNCV        | Antwerpen Noorderplaats       | Rumst                     |
| 61    | Tranvía  | SNCV        | Antwerpen Rooseveltplaats     | Schoten                   |
| 64    | Tranvía  | SNCV        | Antwerpen Rooseveltplaats     | Wuustwezel                |
| 65    | Tranvía  | SNCV        | Antwerpen Rooseveltplaats     | Kapellen                  |
| 72    | Tranvía  | SNCV        | Antwerpen Rooseveltplaats     | Kapellen                  |
| 75    | Tranvía  | SNCV        | Antwerpen Rooseveltplaats     | Lille                     |
| 77    | Tranvía  | SNCV        | Antwerpen Rooseveltplaats     | Zandvliet                 |

Durante la década de los 50, muchas líneas se transformaron en líneas de autobús, dado su alto coste de explotación, o fueron desmanteladas. De esta forma, las líneas 1, 5, 9, 13, 16, 17, 18 y 23 desaparecieron entre 1952 y 1965, apareciendo en su lugar servicios de autobús con rutas más largas y económicas. Otras líneas de autobús se crearon también, como la línea 20 a Eksterlaar, la 28 a Merksem o la 36 a Linkeroever.

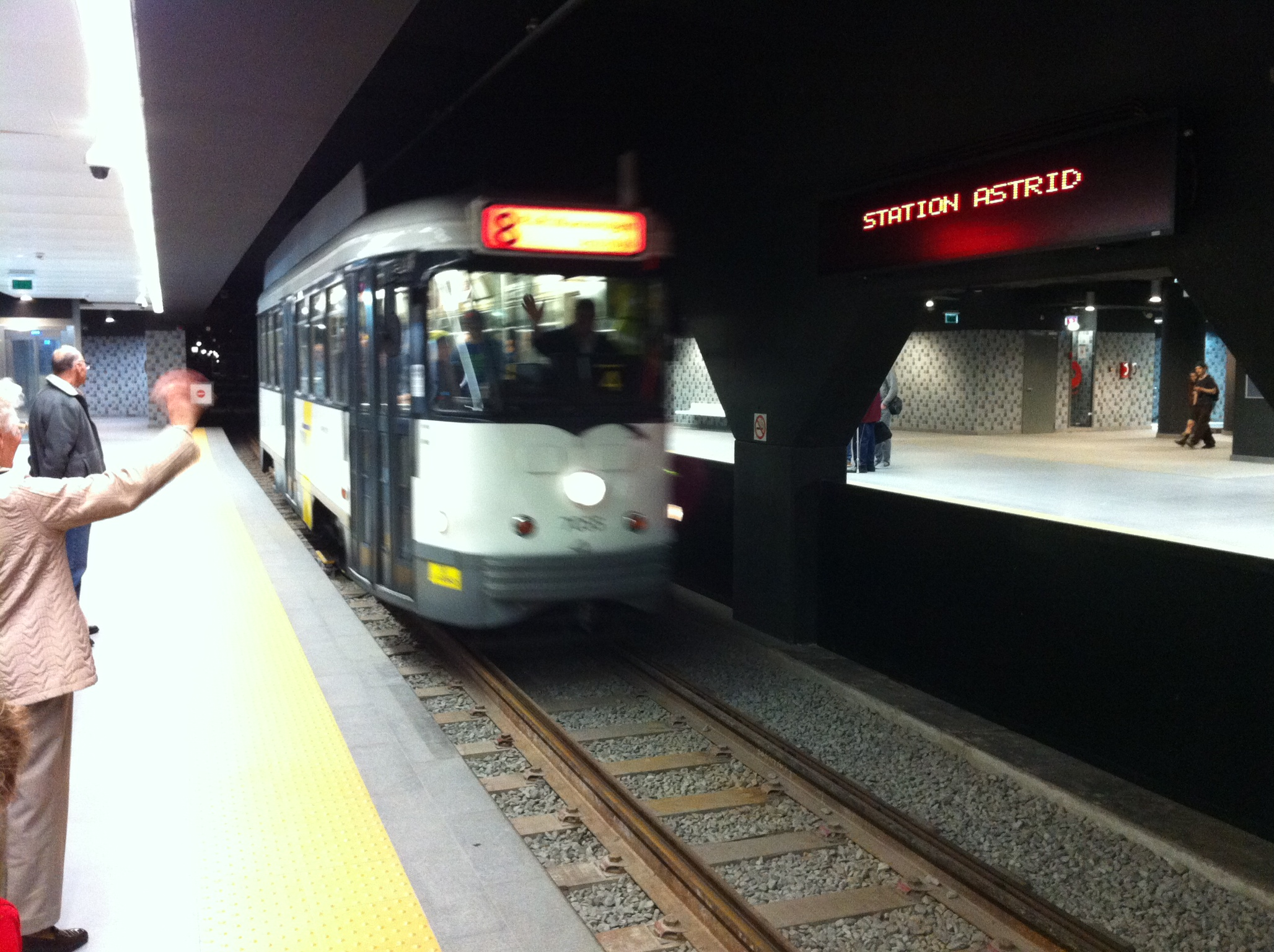
Tren de la línea en la sección premetro de Astrid

### Creación del Premetro
Para competir contra el vehículo privado, se planificó una red de metro en la ciudad, construyéndose en 1975 una línea entre Groenplaats y Plantin. Como se hizo en Bruselas, la idea fue de hacer circular a los tranvías por el recorrido subterráneo hasta que se construyese la red entera. Rápidamente, los planes del metro se vinieron abajo, pero se siguió con la idea de los túneles. Así fue como los túneles bajo Tunhoutsebaan y Kerkstraat se quedaron inutilizados.
Junto a la excavación de túneles, la red siguió ampliándose, cosa que no ocurría desde 1944. Estas fueron las extensiones:
- 3 de septiembre de 1982: Línea 12 hasta Wim Saerensplein
- 14 de mayo de 1984: Líneas 2 y 4 hasta Lelie
- 7 de noviembre de 1984: Línea 24 hasta Silsburg

Con la aparición de la compañía De Lijn, la red pasó a manos de esta última.
Finalmente, el 18 de abril de 2017, la red fue reorganizada.

## La red

### Líneas
| Línea | Recorrido                         | Distancia | Duración | Paradas |
| ----- | --------------------------------- | --------- | -------- | ------- |
|       | P+R Luchtbal ↔ Zuid               | 8,6 km    | 32 min   | 29      |
|       | Lelieplaats ↔ P+R Fortsteenweg    | 14,1 km   | 46 min   | 32      |
|       | P+R Fortsteenweg ↔ P+R Krijgsbaan | 14,3 km   | 40 min   | 28      |
|       | Hoboken ↔ Silsburg                | 14,6 km   | 31 min   | 40      |
|       | Wijnegem ↔ P+R Linkeroever        | 10,0 km   | 25 min   | 29      |
|       | P+R Luchtbal ↔ Kruishof           | 9,7 km    | 35 min   | 25      |
|       | Mortsel ↔ Eilandje                | 7,7 km    | 28 min   | 22      |
|       | P+R Wommelgem ↔ Astrid            | 7,6 km    | 31 min   | 16      |
|       | Eksterlaar ↔ P+R Linkeroever      | 9,0 km    | 26 min   | 23      |
|       | Wijnegem ↔ P+R Schoonselhof       | 8,0 km    | 34 min   | 32      |
|       | Berchem Station ↔ Melkmarkt       | 6,1 km    | 27 min   | 17      |
|       | Sportpaleis ↔ Centraal Station    | 5,8 km    | 25 min   | 14      |
|       | P+R Boechout ↔ P+R Linkeroever    | 11,0 km   | 33 min   | 28      |
|       | Silsburg ↔ Havenhuis              | 12,3 km   | 50 min   | 34      |

## Características técnicas
La red de tranvías de Amberes está operada por los siguientes trenes:
| Modelo    | Fabricante | Número | Imagen |
| --------- | ---------- | ------ | ------ |
| PCC       | BN         | 155    |        |
| NGT6      | Siemens    | 83     |        |
| Flexity 2 | Bombardier | 62     |        |
| Urbos 3   | CAF        | 66     |        |

Existen cuatro depósitos en la ciudad de Amberes:
- Draakplaats
- Punt Aan
- Deurne
- Hoboken

## Futuro

### Extensión de la red
El Antwerpsen Mobiliteit Masterplan, "Masterplan para la movilidad de Amberes", prevé la creación de nuevas líneas de tranvía, como ya se realizó en 2019 con la línea , y la extensión de otras tantas:

#### Creación de nuevas líneas
- Línea de Amberes a Ekeren
- Línea por el barrio Eilandje
- Línea por Brusselstraat (Bolivarplaats - Antwerpen—Zuid)
- Línea de Amberes a Beveren

#### Extensión de líneas existentes
- Línea  hacia Linkereover
- Línea  hacia Schilde
- Línea  hacia Schilde
- Línea  hacia Wommelgem
- Línea  hacia Kontich
- Línea  hacia Hemiksem
- Línea  hacia Schelle
- Líneas desde Bolivarplaats hacia Nieuw-Zuid
- Líneas desde Ekeren hacia Leugenberg

### Pegasusplan
Pegasusplan es un plan que prevé la explotación de una gran parte de los túneles del Premetro de Amberes ahora inutilizados, como el que se encuentra bajo la Turnhoutsebaan. Este túnel, en concreto, se conectará a la línea  mediante una rampa. Asimismo, se extenderá desde Silsburg hacia P+R Wommelgem, creando una línea de metro ligero. La sección en superficie se conservará para la línea .